# Ben Muthofer

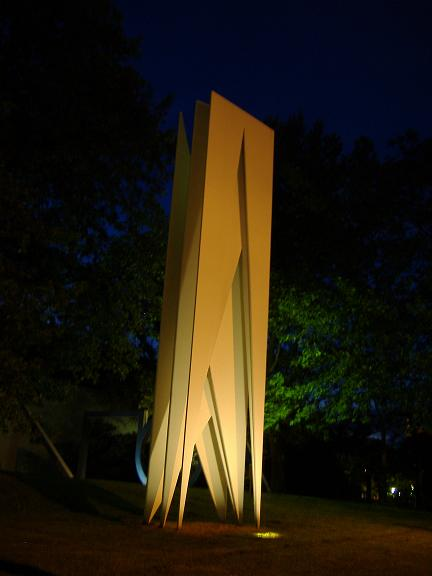
Skulptur Faltung (1988) von Ben Muthofer vor dem Museum für Konkrete Kunst, Ingolstadt (Foto 2007)

Ben Muthofer, eigentlich Norbert Muthofer (* 8. Juli 1937 in Oppeln, Oberschlesien; † 11. Januar 2020), war ein deutscher bildender Künstler. Seine Arbeiten können der konstruktiv-konkreten Kunst zugeordnet werden.

## Leben und Wirken
Nach einer Handwerkslehre von 1952 bis 1955 in Erfurt studierte Muthofer zunächst an der Werkkunstschule Bielefeld (bis 1958), anschließend an der Akademie der Bildenden Künste München, zuletzt (von 1962 bis 1964) als Meisterschüler von Professor Ernst Geitlinger.
Im Jahr 1966 entstanden erste Faltplastiken aus Stahl.
1968 ging Muthofer in die Vereinigten Staaten, wo er phasenweise mit und für Alexander Calder (drei Großskulpturen) und, im Bildhauerstudio Hasting, St. Louis, für Ernest Trova arbeitete.
Noch im selben Jahr verlieh ihm die Art Association, St. Louis, den 1. Preis für Skulptur.
Von 1968 bis 1975 lehrte Muthofer an der Washington University, St. Louis, über Skulptur.
Von der Prinz-Luitpold-Stiftung erhielt Muthofer 1982 ein Stipendium.
In diesem Jahr gründete er gemeinsam mit Heinz Gruchot auch „vertikal-diagonal-horizontal“. Diese ‚Zelle‘ von zeitweise bis zu sechs konkret arbeitenden, bayerischen Künstlern stellte in München, Freiburg im Breisgau, Hamburg und später auch im europäischen Ausland aus. Konzept war es, jeweils zusammen mit konkreten Künstlern aus der Region zusammen auszustellen.
1988 wurde Muthofer auf eine Professur an der Kunsthochschule (Myndlista- og handíðaskóli) im isländischen Reykjavík berufen. Im Jahr 1993 kehrte er wieder nach Deutschland zurück und lebte und arbeitete in München und im oberbayerischen Kirn. Ab 1995 arbeitete er an der „Collection Concrete“ – Lichtkörper, die er 1997 fertigstellte. In diesem Jahr begann Muthofer, Ausstellungshalle, Werkstatt, Studio und Wohnung in Ingolstadt zu bauen bzw. auszubauen.

### Preise
- 1968 1. Preis für Skulptur der Art Association, St. Louis
- 1992 Preis des Kunstvereins Rosenheim
- 2000 Bayerischer Staatspreis Rhythmus in der konkreten Kunst, München

### Einzelausstellungen (Auswahl)
Zu den mit «K» gekennzeichneten Ausstellungen erschien ein Katalog.
- 1963 Galerie Heyden, München
- 1967 Gallery Long, St. Louis
- 1973 Gallery Nickelson, San Francisco
- 1974 Gallery Kovler, Chicago; art association, New York
- 1976 Galerie 66, Hofheim am TaunusK
- 1977 Großskulpturen, Kurpark Bad Füssing
- 1979 Großskulpturen, Kleinskulpturen, Burghöfe BurghausenK
- 1980 Städtische Galerie Villingen-Schwenningen
- 1984 Schlosshofgalerie, Kißlegg
- 1985 Edwin-Scharff-Haus, Neu-Ulm
- 1986 Wassermann Galerie, München
- 1988 Städtische Galerie Ingolstadt, Skulpturen im StadtparkK
- 1989 Museum Ostdeutsche Galerie, Regensburg, 13 Großskulpturen im Stadtpark Regensburg K
- 1990 Städtische Kunsthalle MannheimK
- 1991 Konkrete Positionen. Städtisches Museum Gelsenkirchen (zusammen mit H.H. Zimmermann (Bilder))K
- 1996 Galerie der Stadt Sindelfingen
- 1999 Stadt Simbach/Inn (Großplastiken im Stadtpark)
- 2000 Internationales Bildhauersymposium in Schwerin (Kunstverein Wiligrad)
- 2002 Stiftung für Konkrete Kunst Roland Phleps, Freiburg im Breisgau
- 2006 Institut für aktuelle Kunst im Saarland, Saarlouis
- 2006 Skulptur, Kaleidoskope Televisionen – Forum Konkrete Kunst, Erfurt (mit W. Bauer)
- 2007 Museum für Konkrete Kunst, Ingolstadt
- 2012 Geometrie, Farbe, Licht. Ben Muthofer – retrospektiv, Kunstforum Ostdeutsche Galerie RegensburgK
- 2016 Galeria Sztuki Współczesnej, Oppeln[3] (Muthofer schenkte alle 70 Arbeiten dieser Ausstellung der Stadt Oppeln.)
- 2017 Doppelausstellung anlässlich seines 80. Geburtstags im Museum für Konkrete Kunst, Ingolstadt, sowie in der Galerie mariette HAAS, Ingolstadt[4]

## Werk
Muthofers Skulpturen stehen in der Tradition des Konstruktivismus, wie ihn etwa die russischen Gebrüder Naum Gabo und Antoine Pevsner vertraten, insofern, als sie der Fläche entspringen. Seine Stelen etwa deuten – mal oben, mal unten, mal in der Mitte – Volumen, Körperlichkeit und Masse an, entpuppen sich, näher betrachtet, jedoch als Flächengefüge von geschnittenen und gefalteten (jedoch stets ebenen) Stahlblechen.
Und es bestehen weitere Bezüge: auch für Muthofers Skulpturen spielt die Symmetrie eine so essenzielle Rolle wie für Gabos, und die (gerade) Linie ebenso wie für Pevsners.
Herrschen in den Arbeiten der beiden Russen aber (ab-)gerundete Formen vor, so entspringt Muthofers Formensprache der geometrischen Grundform des Dreiecks. Dreiecke entstehen nicht nur auf elementare Weise etwa durch die Diagonale im Rechteck; ein Dreieck lässt auch, wenn man es faltet, neue Dreiecke entstehen. In seinen Skulpturen setzt Muthofer relative dünne, weiße Stahlbleche gegeneinander, verschachtelt sie oder faltet sie; manch ein Betrachter mag sich an Papierarbeiten erinnert fühlen. Tatsächlich setzte sich Muthofer mit der japanischen Papierfalttechnik Origami auseinander und lotete in Bezug auf seine eigenen Arbeiten ihre Grenzen aus. Muthofers Skulpturen sind allerdings weit davon entfernt, Assoziationen etwa an ein Tier oder andere Dinge des täglichen Lebens zu wecken. Vielmehr wird der Betrachter durch die klare und ganzheitliche Gestalt jeder einzelnen Arbeit in Bann gezogen – «einer höheren, absoluteren Ordnung, die Ruhe, Beharren und Identität evoziert. Hier deutet sich eine Affinität an zu ritualen Bildwerken, zu Totems, Idolen, Masken (...)» (Ingrid Ostheeren 1990) Zwei Elemente sind für diesen Eindruck konstitutiv: die Symmetrie (hier eine Achsensymmetrie, die gleichwertige Teile räumlich verschränkt, dort eine Rotationssymmetrie zur Hochachse) und die Diagonale. Als Flächendiagonale lässt sie den Blick von oben nach unten wandern, als Raumdiagonale fordert sie den Betrachter zum Umschreiten der Skulptur auf. Immer betont sie die Schlankheit der sich aufreckenden Stelen und verbindet oben und unten, linke und rechts. Im Gegensatz zu Pevsner wollen Muthofers Linien nicht die Skulptur gleichsam in den Raum fortsetzen; sie haben vielmehr kompaktifizierenden und identitätsstiftenden Charakter. Und immer auch verstört die Diagonale den Blick, wenn etwa eine Volumenkante oben ausläuft in den schnöden Rand einer Flächenbahn unten: wo bloß ist das Volumen, das sich oben noch andeutete, geblieben? «muthofer versteht es, durch unterschiedliche flächendehnungen extrem ästhetische hochspannung zu erzeugen. es ist das dynamische prinzip, das muthofers skulptur beseelt. sein inhalt ist neben der geometrie der verweis auf die rationalität und die dynamik unserer erkenntnis. die skulptur muthofers scheint sich von der erdenschwere lösen zu wollen, vom boden aus den modernen flugapparat zu grüssen (...)» (Eugen Gomringer)
Die weiße Lackierung von Muthofers Skulpturen unterstützt, wie schon ihre Flächigkeit, die Leichtigkeit ihrer Erscheinung. (Die Skulptur Faltung (1985) vor dem Museum für Konkrete Kunst, Ingolstadt, zum Beispiel wiegt 18 t.) Zudem aber richtet die Nicht-Farbe Weiß die Aufmerksamkeit auf das Wechselspiel von Licht und Schatten. Tatsächlich ist das Licht – neben Dreieck, Symmetrie und Diagonale – gewissermaßen das vierte Ingredienz der Muthoferschen Skulpturen. In den 1990er Jahren intensivierte Muthofer diesen Aspekt noch in seinen sogenannten „Lichtstelen“, für die er im Jahr 2000 den Bayerischen Staatspreis Rhythmus in der konkreten Kunst verliehen bekam. Eine spezielle künstliche Illumination der Skulpturen vermittels kaltem, weißem LED-Licht betont deren Linienführung und Flächenstruktur, ihre Materialität hingegen erscheint aufgelöst. «Jenseits der eigenen Inszenierung in ihrer minimalen Körperlichkeit, in ihrem Volumen, verweist die Skulptur auf die gestaltgebende Qualität des Lichtes überhaupt und thematisiert damit einen grundsätzlichen Wirkungsfaktor jeglichen plastischen Gestaltens.» (Ingrid Ostheeren 1990)
Neben Grafiken und Skulpturen entwickelte Muthofer die sogenannten ‚Kaleidoskopen Televisionen‘, schlitzförmig durchbrochene, rechteckige Reliefs aus Kunststoff, die über einen Fernsehmonitor platziert werden können. Ist der Fernseher ausgeschaltet, verschwindet der schwarze Bildschirm hinter dem Kunstwerk; ist er eingeschaltet, erzeugt das Licht, das durch die Schlitze fällt, kaleidoskopartige Lichtreflexe. Für die ‚Kaleidoskopen Television‘ wurde Muthofer 2006 ein Patent erteilt.

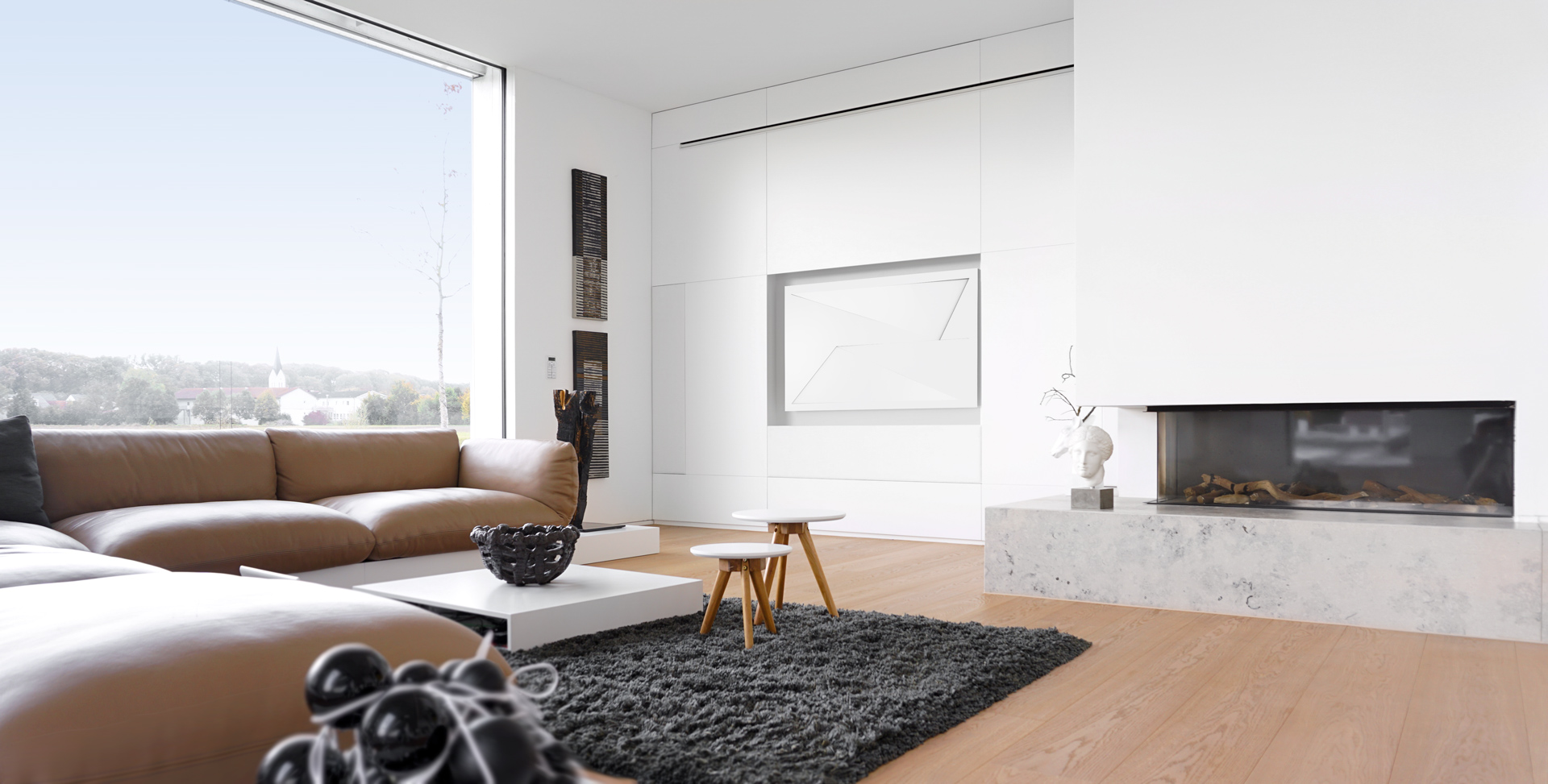
Tagesansicht Kaleidoskope Televisionen
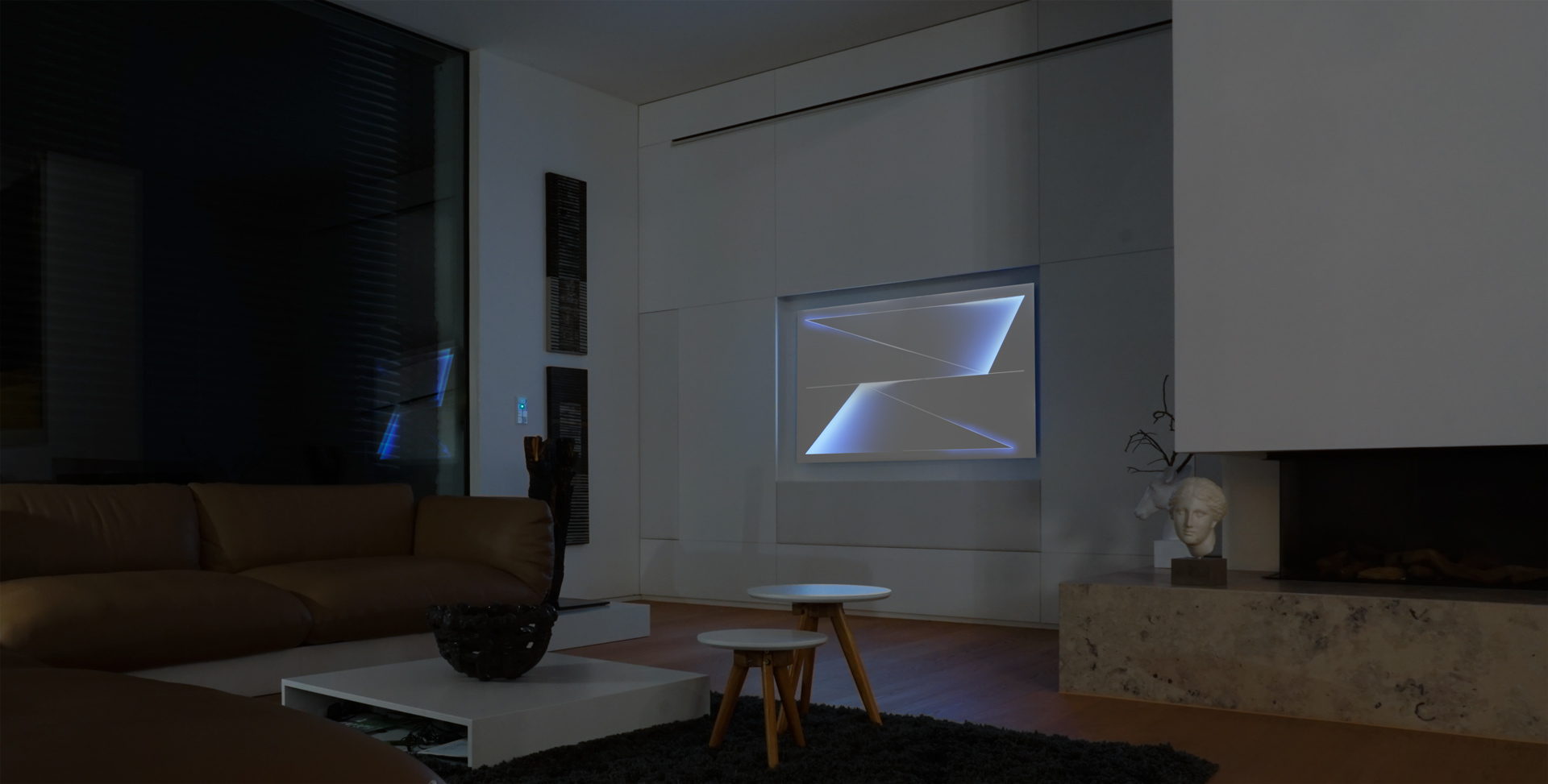
Kaleidoskope Televisionen bei abgedunkeltem Raum mit laufendem Farbflächenfilm
- Um die maximale Farbwirkung der Kaleidoskope Televisionen zu erreichen, wurde der Farbflächenfilm entwickelt

### Werke im öffentlichen Raum (Auswahl)
Seit Anfang der 1980er Jahre schuf Muthofer zahlreiche Skulpturen für den öffentlichen Raum.
- 1983 Dreiecksvariation 5/1983. Edwin-Scharff-Haus, Neu-Ulm
- 1985 Dreiecksvariation 8/85 („Krönchen“). Olympiadorf, München[9]
- 1986 Stele diagonal. Staatsministerium für Arbeit und Sozialordnung, Familie und Frauen, München (offener Wettbewerb des Staatlichen Bauamtes München)[10]
- 1988 Faltung. Museum für Konkrete Kunst, Ingolstadt
- 1990 Raumfaltung I und Raumfaltung II. Stahl. Heinrich-Vetter-Weg im Luisenpark Mannheim[11]
- 2009 Lichtstele. Kunstforum Ostdeutsche Galerie, Regensburg[12]
- 2009 Gestaltung des Kreisverkehrs Dr. Manfred-Henrich-Platz, Saarlouis (öffentlicher Wettbewerb der Kunstkommission Saarlouis)[13][14]

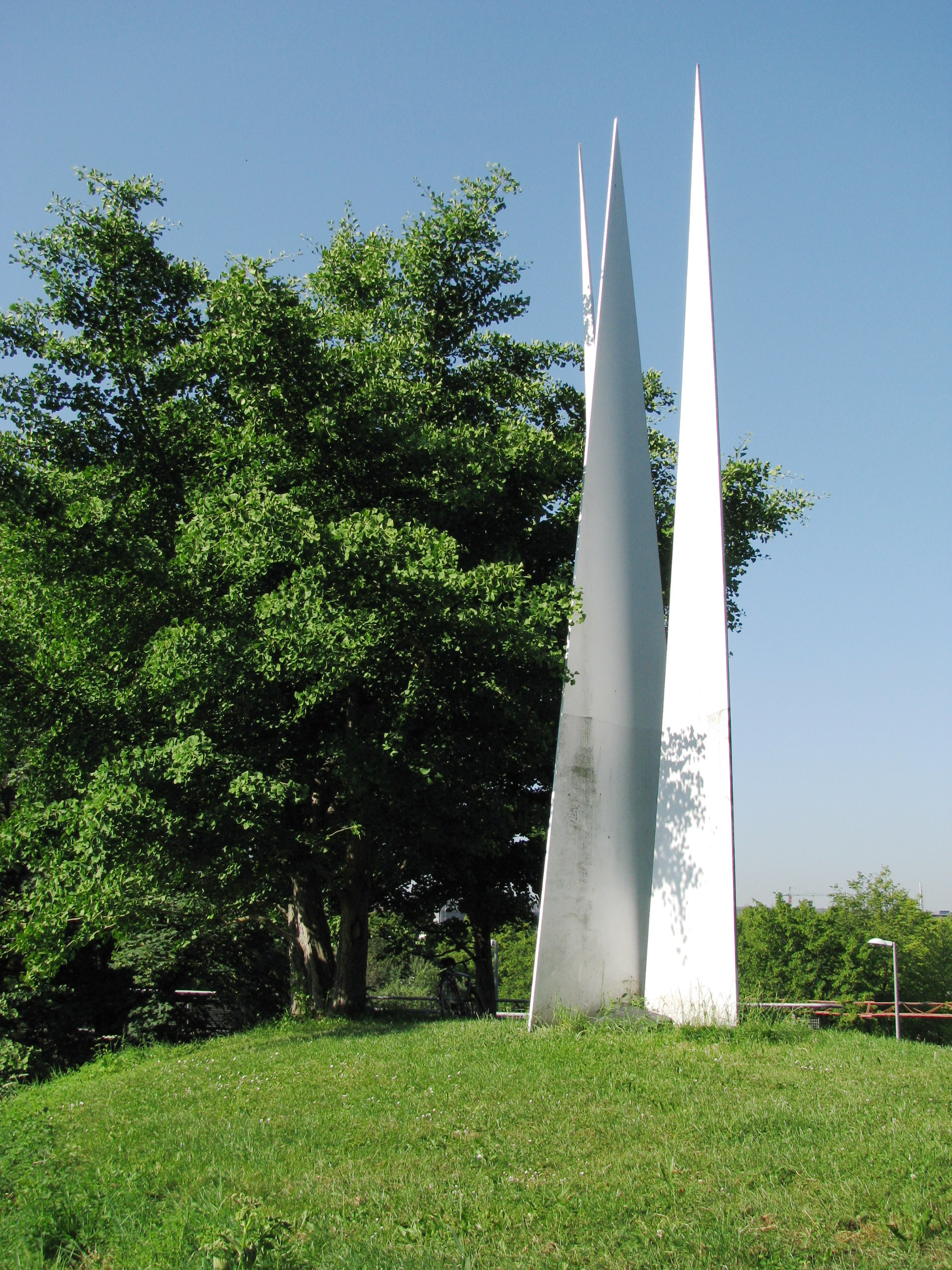
Dreiecksvariation 8/85 (1985). Standort: Olympiapark, München
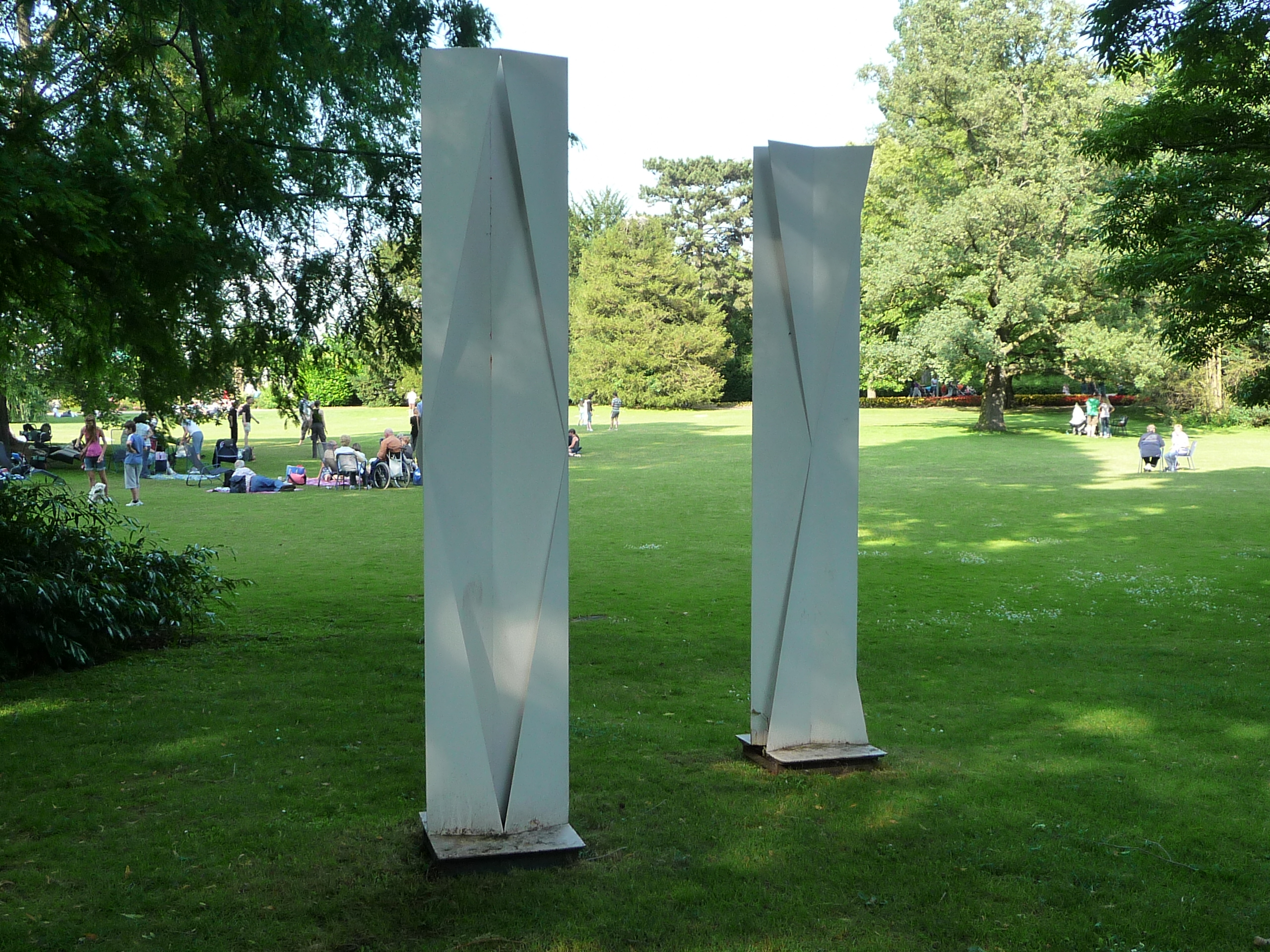
Raumfaltung I und Raumfaltung II (1990). Standort: Luisenpark Mannheim
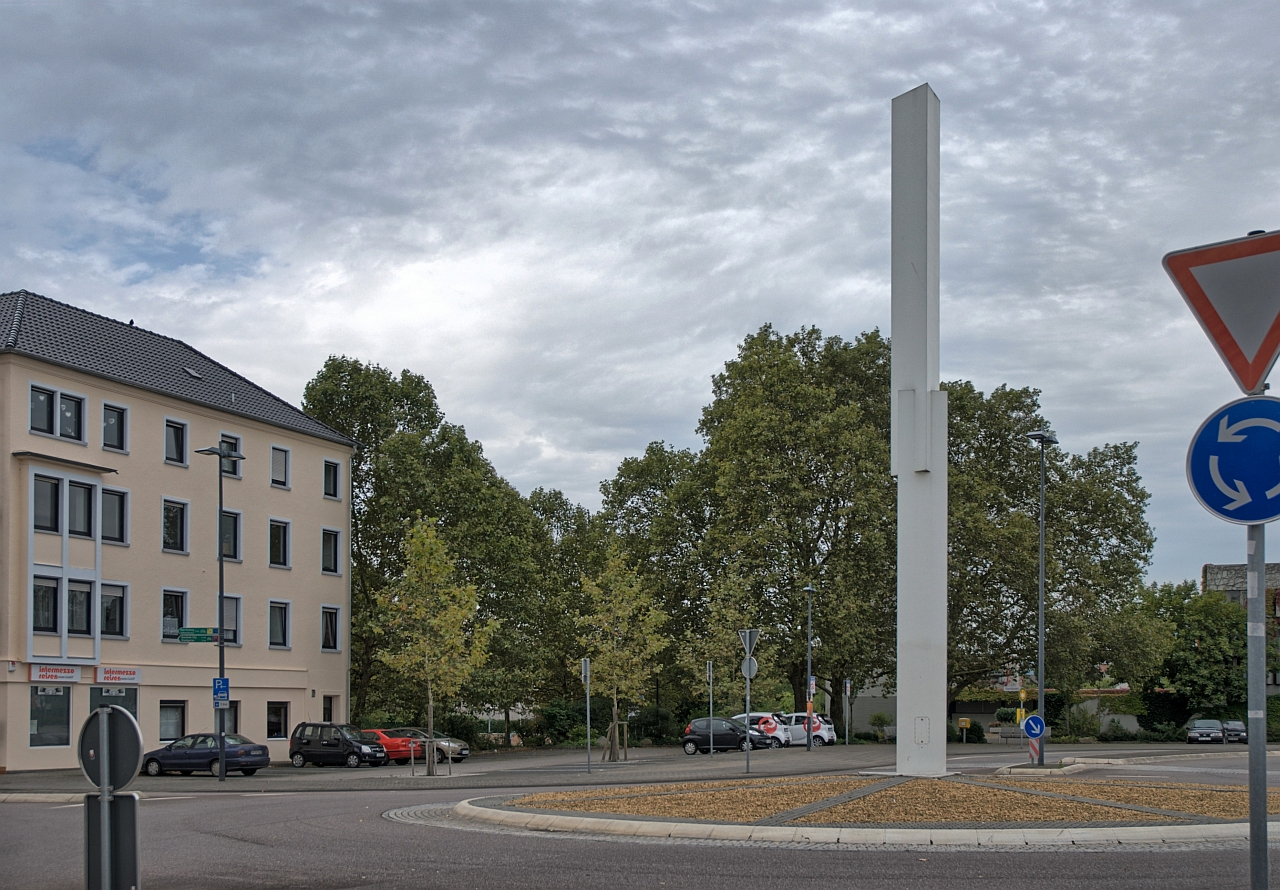
Lichtstele (2007/2009). Standort: Bahnhofsvorplatz Saarlouis
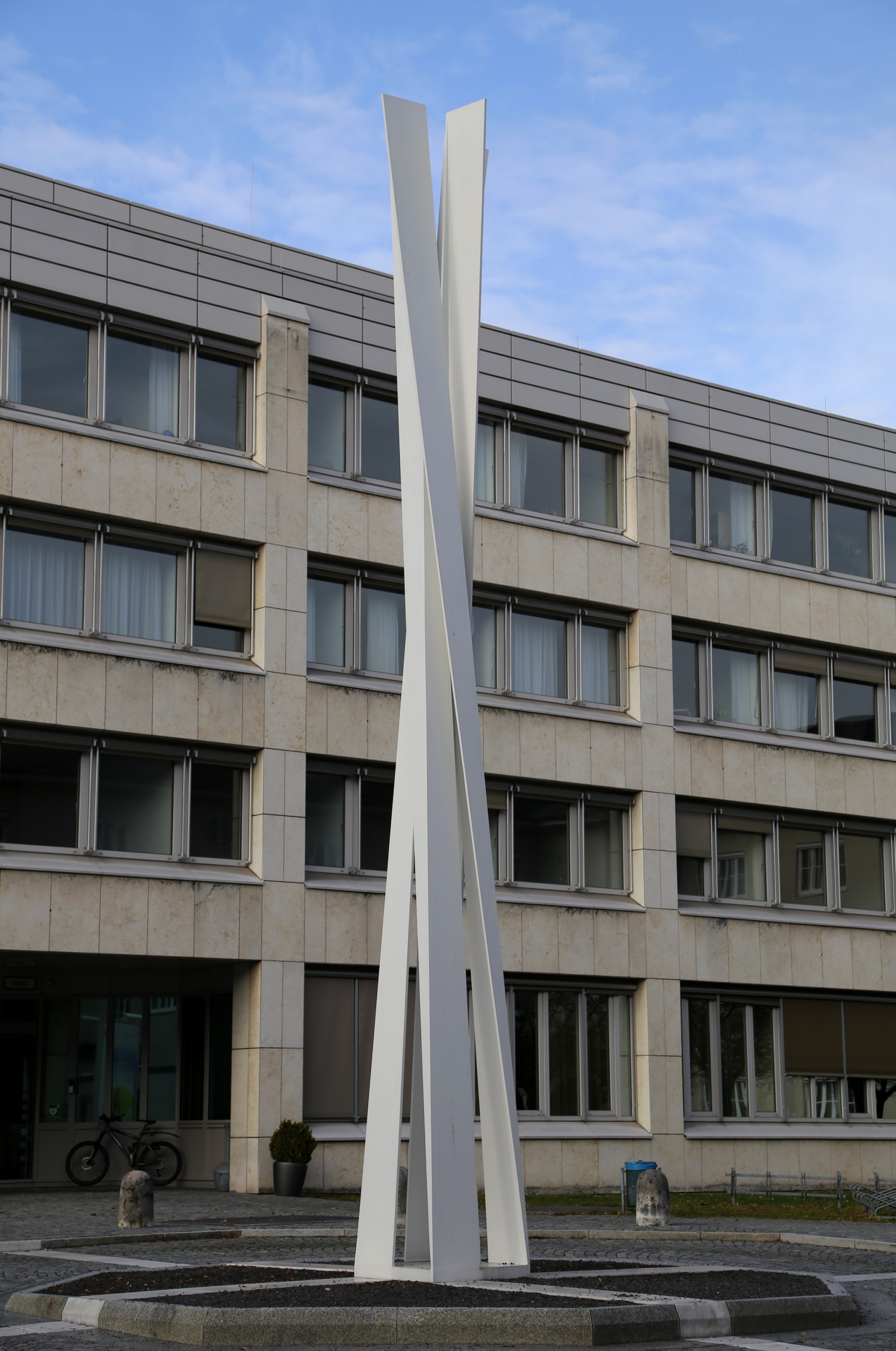
Stele diagonal, Winzererstraße, München

### Werke in Museen (Auswahl)
- Forum Konkrete Kunst, Erfurt
- Museo d’Arte Moderna, Florenz
- Kunstmuseum Gelsenkirchen
- Museum Modern Art (Sammlung Jürgen Blum), Hünfeld
- Museum für Konkrete Kunst, Ingolstadt
- Kunsthalle Mannheim
- Bayerische Staatsgemäldesammlungen, München
- Städtische Galerie im Lenbachhaus & Kunstbau, München
- Museum gegenstandsfreier Kunst, Otterndorf
- Kunstforum Ostdeutsche Galerie, Regensburg
- Kunsthaus Rehau
- Sammlung der Stadt Neu-Ulm
- Muzeum Sztuki Łódź
- New Hall – Universität Cambridge, Cambridgeshire (England)
- Graphische Sammlung Albertina, Wien
- Museum of Fine Art, St. Louis

2009 stiftete Muthofer dem Kunstforum Ostdeutsche Galerie, Regensburg, ein Konvolut von über 160 Werken, darunter neun Skulpturen und Reliefs, etwa 150 Grafiken sowie drei Gemälde, die einen repräsentativen Querschnitt seines Werks darstellen.